# Doppia contingenza
La doppia contingenza è uno dei concetti di base della Teoria dei sistemi sociali di Niklas Luhmann, fondamentale per comprendere la sua visione dei sistemi sociali, il loro carattere di sistemi "emergenti". 

## Concetti di base
Il concetto di doppia contingenza riguarda un problema fondamentale della Teoria generale dei sistemi. In breve, si tratta della questione di comprendere a partire da quali condizioni e come qualcosa si costituisca quale unità o elemento di base di un sistema (detto anche problema della "costituzione multipla" dei sistemi). Si definisce elemento semplice di un sistema autopoietico autoreferenziale un elemento che il sistema riproduce ricorsivamente proprio come elemento non più ulteriormente scomponibile, pur essendo una unità in sé complessa, ovvero anch'essa una unità emergente. 
Riferito al carattere emergente dei sistemi sociali -che sono sistemi di comunicazione- il problema della "costituzione multipla" dei sistemi diviene quello di spiegare a partire da quali circostanze e in che modo la comunicazione emerga quale unità di base dell'autopoiesi sociale. Tale problema viene affrontato da Luhmann in maniera astratta perché egli non condivide il modo in cui le scienze sociali intendono la società e la comunicazione; egli ritiene che buona parte dell'errore sia da rintracciare nelle assunzioni ontologiche che le scienze sociali e la filosofia pongono a fondamento delle proprie costruzioni teoriche. L'ipotesi è che con un tale livello di astrazione sia possibile evitare di essere condizionati in modo incontrollato da presupposti ontologici (metafisici), che si tratti di rinvii al soggetto, alla natura umana, alla ragione, al cosmo o a Dio.

## La doppia contingenza: Ego e Alter
Seguendo il suggerimento di altri autori, Luhmann parte dall'idea che si debba partire da almeno due "insiemi complessi" che hanno prospettive divergenti. È a questo punto che Luhmann riprende l'idea di doppia contingenza che Talcott Parsons aveva sviluppato per concettualizzare le condizioni a partire dalle quali si forma un'azione sociale. Per doppia contingenza Parsons intendeva una circostanza in cui almeno due attori si trovano a cercare di interagire avendo aspettative riflessivamente reciproche di comportamenti differenti. Ora, nelle condizioni di una tale complementarità di aspettative riflessive divergenti, l'interazione risulta impossibile, perché il circolo delle interdipenze tra prospettive differenti rende impossibile stabile un punto di coordinamento dei comportamenti reciproci [Sic!Leggi: Ora, nelle condizioni di una tale complementarità [Sic! Leggi: irriducibilità della differenza, incomprensione] di aspettative riflessive divergenti, l'interazione risulta impossibile, perché il circolo  [Sic! Leggi: mancato, interrotto] delle interdipenze [Sic! Leggi: interdipendenze] tra prospettive differenti rende impossibile stabile [Sic! Leggi: stabilire] un punto di coordinamento dei comportamenti reciproci [ossia una complementarità]. 
Per Parsons questo era motivo per sostenere la tesi che la società (intesa come particolare tipo di inter-azione tra attori) non è il prodotto intenzionale di un "contratto" tra soggetti preesistenti, ma che al contrario l'interazione presuppone la condivisione di norme e valori quali condizioni di possibilità di decisioni individuali che hanno implicazioni per gli altri. Luhmann rifiuta la teoria dell'azione per ragioni che non possiamo prendere in considerazione in questa sede, ma riprende il problema della doppia contingenza riqualificandolo in due direzioni. 
La prima è di impostare il problema nel contesto di esperienze di orizzonti di senso che i sistemi realizzano, in quanto il rapporto costitutivo che essi hanno col loro ambiente genera un "potenziale aperto di determinazione del senso". È entro tale potenziale che certe determinazioni vengono attualizzate come informazione, sull'ambiente e su sé stessi. L'altra riqualificazione consiste nel considerare la contingenza non soltanto come dipendenza, ma innanzitutto come attualità possibile diversamente. Non si tratta perciò soltanto di una interdipendenza tra aspettative, ma di un'interdipendenza tra aspettative riflessive (l'uno sa che anche l'altro sa che lui sa....) che possono sempre essere differenti. 
La contingenza, in breve, combina la possibilità con la non necessità. Ne consegue che un sistema che viva l'esperienza del senso è virtualmente predisposto alla percezione della doppia contingenza, la quale perciò si costituisce effettivamente non appena esso incontra un altro sistema a cui sia in grado di attribuire scelte contingenti. Se ciò si realizza in modo persistente e cogente, allora il problema della doppia contingenza diventa sufficientemente motivante per dar vita a sistemi sociali. Tali sistemi possono essere denominati come Ego e Alter, ma senza dar loro specifici connotati coscienziali o sociali. 
In tale prospettiva la dimensione sociale si pone, nel contesto di differenti orizzonti di senso, come problema relativo alla concordanza o divergenza delle interpretazioni di un Ego e di un Alter. Si deve partire dal presupposto che essi sono l'uno per l'altro delle "scatole nere", assolutamente impenetrabili nelle rispettive complessità. Essi tuttavia vivono entrambi l'esperienza della doppia contingenza, ed è proprio questa condizione strutturale che assegna a ogni evento che accada in tale contesto un significato strutturante. Ego e Alter sono due sistemi autoreferenziali che si osservano reciprocamente sulla base dell'esperienza della doppia contingenza. Ciascuno di essi, però, può cercare di condizionare ciò che osserva nell'ambiente e quindi imparare da una tale esperienza. In tal modo è possibile iniziare, d'ambo i lati, a ridurre l'incertezza riguardo al comportamento proprio e in questo modo è possibile che si formi un ordine di senso emergente, precisamente come aspettative sociali stabilizzate a cui, ora, i comportamenti reciproci possono orientarsi.

## Il sistema sociale come "terzo incluso"
Si deve comprendere che la possibilità dell'emersione di un sistema sociale sta tutta nella particolare "pressione" che la doppia contingenza esercita su Ego e Alter. Da un lato, Ego vede Alter come Alter ego (e viceversa), dall'altro lato e contemporaneamente Ego vive la non-identità delle prospettive come esperienza vissuta da entrambe le parti (e viceversa). Poiché tutto ciò è vissuto riflessivamente anche da Alter, sorge un "interesse alla determinazione" della situazione d'ambo i lati. L'eccesso d'indeterminatezza spinge alla determinatezza. 
Il sistema sociale sorge allora come "terzo incluso" non appena, anche per caso, si sia formato un qualche senso determinato che sia utilizzabile d'ambo i lati per coordinare comportamenti determinati. È sufficiente insomma che ciascuno possa osservare che riferendosi ad un elemento "terzo" assunto come proprio ci si può lasciar condizionare dall'altro perché anche l'altro, alla stessa maniera, si lascia condizionare da lui. L'interesse, per così dire, alla determinatezza, è vissuto riflessivamente d'ambo i lati e questo li induce a usare il proprio comportamento per ridurre l'incertezza. La riflessività delle prospettive porta all'emergere di un elemento che può essere trattato come punto di convergenza, per quanto minimale. 
Le aspettative sociali che su questa base si sviluppano come complessità propria del sistema sociale possono sollecitare (tramite socializzazione) la formazione di aspettative psichiche correlate. Queste ultime non sono mai la copia delle prime nelle menti delle coscienze, e ciò non soltanto perché le aspettative psichiche sono in ogni caso elaborazioni specifiche (autosocializzazioni) delle singole coscienze, ma anche perché le aspettative sociali contengono sempre molte altre possibilità ed hanno una loro peculiare e indipendente dinamica (tempo storico, evoluzione).

## Senso e comunicazione
L'elemento che emerge da un tale substrato di doppia contingenza come unità di base dei sistemi sociali è la comunicazione (in base al senso). Luhmann definisce la comunicazione come la sintesi di tre selezioni, e cioè di emissione, informazione e comprensione: alter emette (via linguaggio) l'informazione selezionata, ego comprende la differenza tra informazione ed emissione e, conseguentemente si prepara a rispondere proprio ad Alter. Una lunga tradizione di pensiero interpreta tale circostanza come un'azione comunicativa di un soggetto verso un altro soggetto. 
Ciò però implica la comunicazione come una dualità, non come una unità. Per la precisione una dualità colta con concetti come "condivisione", "intersoggettività" o "trasferimento di informazione", una sorta di "in-tra" del contenuto informativo tra due coscienze. È realmente possibile un tale trasferimento d'informazione? La risposta della teoria dei sistemi sociali e che un tale processo non è possibile. Ciò che in realtà accade è ben altro. Da un lato, se ego ha compreso la differenza tra emissione e informazione, la comunicazione emerge come sintesi di queste tre selezioni e allora, ma solo allora, ego deve a sua volta rispondere e la comunicazione procede realizzando le connessioni richieste dalla circostanza. 
Dall'altro lato, si sono realizzati dei cambiamenti di stato concomitanti ma separati nei due sistemi psichici coinvolti. Questi, per altro, restano reciprocamente intrasparenti nonostante la comunicazione: essi possono soltanto osservarsi reciprocamente e su questa base fare inferenze sui rispettivi comportamenti (tramite imputazioni di intenzioni, motivi ecc.). Rispetto a questi stati di coscienza, che nonostante tutto restano comunque reciprocamente intrasparenti, la comunicazione prosegue come un "terzo escluso", separato dai processi di coscienza, perché ciò che è detto "è detto", indipendentemente da motivi, intenzioni, fraintendimenti, differenze interpretative, livelli di attenzione, differenze culturali ecc. 
Proprio per questo possiamo concordare proprio quando non siamo d'accordo, o non abbiamo capito o abbiamo dei dubbi; proprio per questo, inoltre, possiamo dissentire per dissentire o invece perché non abbiamo capito di non aver capito. E anche quando siamo abbastanza sicuri di aver compreso proprio il senso intenzionato da alter e quale che sia la decisione riguardo a dissentire o concordare, tutto ciò costituisce necessariamente solo un insieme di stati della nostra coscienza. Certo, comunicazione e coscienza si alimentano reciprocamente, si "perturbano", ma, nonostante le apparenze, non si confondono mai. La coscienza percepisce la comunicazione, ma non è "istruita" da essa. 
La coscienza è necessaria perché vi sia comunicazione, ma non può attraverso la comunicazione "trasferire" i suoi pensieri in un'altra coscienza, né la comunicazione può sostituirsi come tale ai pensieri. Per questo ego e alter sono in una condizione di doppia contingenza, che la comunicazione riduce (tramite aspettative o strutture sociali) ma non elimina mai, e che però alimenta in ogni circostanza in cui si riproponga. E proprio per questo ego e alter possono riferirsi a strutture sociali (generalizzate simbolicamente) per coordinare i propri comportamenti e riprodurre nel contempo le proprie rispettive autonomie soggettive.
Per concludere, la reciproca impenetrabilità sia dei sistemi psichici tra loro, sia di questi rispetto ai sistemi sociali è spiegata con precisione dal concetto di sistema autopoietico autoreferenziale (a cui si rimanda). Le loro relazioni sono concettualizzate nei termini di un particolare tipo di rapporto sistema/ambiente, un rapporto detto di "accoppiamento strutturale" co-evolutivo.    